# Castillo Nakagusuku
El Castillo Nakagusuku (中城城 Nakagusuku-jō?) es un gusuku ubicado en Kitanakagusuku, Okinawa, Japón. Fue construido durante el Reino de Ryūkyū y se encuentra reducido a ruinas. 

## Historia
Gosamaru, un legendario comandante de Ryūkyū, construyó la fortaleza a principios del siglo XV para defenderse contra los ataques de Amawari, procedentes del vecino Castillo Katsuren. Amawari atacó el castillo en 1458 y derrotó a Gosamaru poco antes de que su propio castillo fuese atacado por el general Uni-Ufugusuku.
En 1853, Matthew C. Perry, oficial naval de los Estados Unidos, visitó el castillo y descubrió que las paredes parecían haber sido diseñadas para absorber disparos de cañones.
Los seis jardines de esta fortaleza, con sus paredes de piedras apiladas, lo convierten en un claro ejemplo de gusuku. El castillo fue añadido a la lista de Patrimonio de la Humanidad de la Unesco en el año 2000 y es uno de los cien castillos más célebres de Japón. Las ruinas del Hotel Nakagusuku se encuentran a menos de cincuenta metros del lugar.